# 종육도
종육도(終六島)는 경기도 안산시 단원구 풍도동에 위치한 섬으로, 육도 북동쪽 약 1.5km 지점에 위치한 무인도이다. 최대 고도는 10m이며, 총 면적은 20,000m2이다.

## 지명 유래
주변에 조그만 섬 6개가 모여 있다 해서 붙여진 이름이다. 이름이 중육도로 와전되었다가 이를 한글로 바꾸어 가운데육섬으로 부르던 것이 다시 바뀌어 가운데눅섬으로 불리기도 한다.